# Добрынин, Вячеслав Григорьевич
Вячесла́в Григо́рьевич Добры́нин (имя при рождении — Вячесла́в Галу́стович Анто́нов; 25 января 1946, Москва — 1 октября 2024, Москва) — советский и российский композитор, эстрадный певец. Народный артист Российской Федерации (1996). Лауреат всесоюзных и международных конкурсов и фестивалей («Юрмала», «Братиславская лира», «Золотой Орфей», «Зелена Гура»).

## Биография

### Ранние годы
Родился 25 января 1946 года в Москве. В детстве жил в доме № 23 по Ленинскому проспекту, часто проводил время у родственников матери на Смоленщине. Отец — Галуст Оганесович Петросян (ум. 1980), уроженец Нагорного Карабаха, подполковник, армянин, мать — Анна Ивановна Антонова, медсестра (1916—1981), русская, оба — участники Великой отечественной войны. Сам Вячеслав Добрынин никогда не носил фамилию Петросян, и с отцом так и не познакомился; только побывал на его могиле.
Вячеслав Добрынин окончил московскую школу № 5. Он был капитаном школьной баскетбольной команды (хотя имел рост 178 см), которая стала чемпионом Октябрьского района. Был «битломаном». После школы поступил в МГУ, который окончил в 1970 году (специальность «история искусства, искусствоведение»). Потом поступил в аспирантуру.

### Карьера
Дебют Добрынина как композитора состоялся в 1970 году.
В 1972 году ВИА «Весёлые ребята» записали его песню «На Земле живёт любовь» на стихи Леонида Дербенёва, c которым он тогда начал сотрудничать.
В 1973 году написал несколько песен для музыкальной программы «Ты, я и песня».
В 1975 году Добрынин и Дербенёв стали соавторами шлягера «Прощай». Их сотрудничество длилось до самой смерти Дербенёва.
В 1974 году фирма «Мелодия» выпустила гибкую грампластинку с его песней «Я вас люблю».
В детстве носил фамилию матери Антонов, но в начале карьеры композитора взял в качестве псевдонима фамилию Добрынин, так как на эстраде уже набирал популярность Юрий Антонов. Через два года официально принял имя Вячеслав Григорьевич Добрынин.
В 1986 году начал карьеру певца.
В 1987 году в Москве состоялся первый большой Творческий вечер Вячеслава Добрынина «Ни минуты покоя».
В 1990 году фирма «Мелодия» за пластинки «Синий туман» (слова М. Рябинин, музыка В. Добрынин) и «Колдовское озеро» (слова М. Рябинин, музыка В. Добрынин), вышедшие тиражами по семь миллионов экземпляров, вручила Добрынину «Золотой диск».

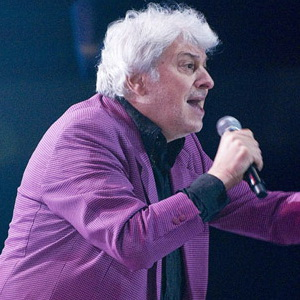
Добрынин на восьмом конкурсе «Дискотека 80-х», 2009 год

В 1990 году создал группу «Доктор Шлягер», с которой выступал и записывался.
По состоянию на 2011 год написал около тысячи песен, выпустил 17 музыкальных долгоиграющих альбомов, 12 миньонов и 19 компакт-дисков, являлся единственным исполнителем в стране, давшим 6 концертов за 1 день.
В ноябре 2017 года Вячеслав Добрынин заявил, что собирается завершить музыкальную карьеру из-за неприятия современной эстрады и серьёзных проблем со здоровьем. 
Последнее выступление состоялось в марте 2024 года на канале ТВ Центр в программе «Хорошие песни».

### Смерть
В середине сентября 2024 года у него случился третий инсульт.
Утром 1 октября 2024 года Вячеслав Добрынин скончался в одной из больниц Москвы на 79-м году жизни из-за острой сердечно-сосудистой и дыхательной недостаточности на фоне нарушения мозгового кровообращения.
Прощание состоялось 4 октября в похоронном доме «Троекурово».
Похоронен в Москве на Троекуровском кладбище (уч. № 21).

### Личная жизнь
- Первая жена — Ирина (род. 1950, эмигрировала в США). Прожили в браке 15 лет.
  - Дочь Екатерина Добрынина-Макгаффи (род. 1978), выпускница ВГИКа, муж: Шейн Макгаффи (телеоператор), проживают в США, (Плезантвилль[англ.])[23][24].
    - Внучка София Добрынина-Макгаффи (род. 2000),
    - внук Александр Добрынин-Макгаффи (род. 2007).
- Вторая жена (брак с 1985 года) — Ирина Добрынина, архитектор[25].

Жил на даче, расположенной на берегу Озернинского водохранилища в Рузском районе Московской области.

## Критика и отзывы
Музыкальный критик Михаил Марголис так в 2010 году оценивал творчество Вячеслава Добрынина:
Добрынин делится на две [части]: у него есть песня «Прощай», которая является универсальной песней всей страны (это действительно такая пиковая вершина); и на всё своё остальное творчество, в котором он достиг какого-то предела универсальности того, что у нас называется массовым вкусом или — наоборот — массовым безвкусием. Поэтому, с одной стороны, каждая строка его песни, практически хита, уходила в народ в качестве некоего афоризма, но афоризм этот являлся, скорее, изображением кича: казино-музыка-песни-вино, синий-туман-похож-на-обман. Он тексты не писал, но он так универсально подстраивал под них настолько усваиваемые мелодии, что каждую песню можно считать шлягером. Но с другой стороны, это для людей, которые хоть чуть-чуть двигаются в музыке и своём развитии, образец того, что делать не надо.
Критик советской и постсоветской массовой культуры Сергей Жариков написал на смерть Вячеслава Добрынина:
Добрынин — гений масскульта, гений трэша. Автор популярнейших массовых песен, от которых тошнит любого музыкально образованного человека. Классический Петросян™. Но это и есть профессионализм, кстати: сочинять не то, что нравится тебе, а то — что публике. Фактически, маркер конца 70-х. К этому же пониманию профессии пришёл и другой Антонов — Юрий, но уже позже. Как грицца, снимаю шляпу. Это действительно мировой уровень.
Юрий Лоза, знакомый с Добрыниным по концертам и эфирам, заметил, что песни, которые он писал, шлягеры, «помогали жить людям». «Прощай, со всех вокзалов поезда» — «кто только не пел эту песню, она же звучала из каждого утюга, её перепело огромное количество людей». По мнению Лозы, каждый считает данную композицию своей, а когда песня становится массовой, «всехней», то это большая заслуга композитора. И хотя Добрынин не создавал глобальных произведений, опер, всё равно его музыка нужна слушателям.

## Работы

### Дискография
1. 1981 — «День за днём» (LP) (авторский)
2. 1986 — «Взлётная полоса» (LP) (авторский)
3. 1987 — «Настроение» (LP) (авторский)
4. 1988 — «Синий туман» (LP) (авторский)
5. 1989 — «На теплоходе музыка играет» (LP) (авторский)
6. 1990 — «Колдовское озеро» (LP) (сольный)
7. 1990 — «То, что доктор прописал» (Группа «Доктор Шлягер») (LP) (авторский)
8. 1991 — «Казино» (LP) (сольный)
9. 1991 — «Льётся музыка» (LP) (сольный)
10. 1991 — «На всякий случай» (LP) (авторский)
11. 1991 — «Не забывайте друзей» (LP) (авторский)
12. 1991 — «У нас своя компания» (LP) (авторский)
13. 1993 — «Пиковая дама» (сольный)
14. 1993 — «The Best» (сольный)
15. 1993 — «Любимые песни» (LP) (сольный)
16. 1993 — «Никто тебя не любит так, как я» (LP) (сольный)
17. 1993 — «Ты мой сладкий» (Группа «Восьмое марта») (LP) (авторский)
18. 1994 — «Вы любите эти песни» (сольный)
19. 1994 — «Вячеслав Добрынин в Германии» (сольный)
20. 1994 — «Две свечи» (авторский)
21. 1994 — «Никто тебя не любит так, как я» (сольный)
22. 1995 — «Золотой шлягер 1970-х» (авторский)
23. 1995 — «Золотой шлягер 1980-х» (авторский)
24. 1995 — «Избранное» (сольный)
25. 1996 — ВИА «Весёлые ребята» (авторский)
26. 1996 — ВИА «Красные маки» (авторский)
27. 1996 — ВИА «Лейся, песня» (авторский)
28. 1996 — «Новые песни о вечном» (сольный)
29. 1996 — «Я боюсь твоей любви» (сольный)
30. 1997 — «Браво, Маэстро» (2CD) (авторский)
31. 1998 — «Руки вверх, Доктор Шлягер» (Вячеслав Добрынин и группа «Руки Вверх») (авторский)
32. 1998 — «Лучшие песни» (сольный)
33. 1999 — «Back to USA» (сольный)
34. 1999 — «Азбука любви» (сольный)
35. 2000 — Серия «Звездная коллекция» (MC) (сольный)
36. 2001 — «Всё, что в жизни есть у меня» (сольный)
37. 2001 — Серия «Звездная серия» (сольный)
38. 2001 — «Ты разбила мне сердце» (2 варианта издания) (сольный)
39. 2002 — «Золотые баллады» (сольный)
40. 2003 — Серия «Звездная серия» (2CD) (сольный)
41. 2003 — «Лучшие песни» (2CD) (сольный)
42. 2003 — «Наши любимые песни» (сольный)
43. 2004 — Серия «Deluxe Collection» (сольный)
44. 2004 — «И это все Доктор Шлягер» (сольный)
45. 2004 — «Сколько в жизни видал…» (сольный)
46. 2005 — «Золотое хиты» (сольный)
47. 2008 — «Золотые песни» (сольный)
48. 2008 — «Лучшее. Золотая коллекция» 2CD (сольный)
49. 2008 — «Мелочи жизни» (сольный)
50. 2008 — «Улетаю в твои глаза» (сольный)
51. 2010 — «Золотые 90-е. Избранное» (сольный)
52. 2011 — «Лучшее» 2CD (сольный)
53. 2011 — Серия «Grand Collection» (сольный)
54. 2013 — «Всё мимолётно» (сольный)
55. 2015 — Серия «MP3 Play» (сольный)
56. 2020 — «У микрофона автор… Любимые песни» 8CD (сольный)

### Клипы
1. 1986 — «Спасатель»
2. 1987 — «Бабушки-старушки»
3. 1988 — «Синий туман»
4. 1990 — «Акулина»
5. 1990 — «Казино»
6. 1990 — «Колдовское озеро»
7. 1992 — «Стена»
8. 1994 — «Капитан запаса»
9. 1996 — «Я боюсь твоей любви»
10. 1996 — «Раз, два, три»
11. 1997 — «На юге дальнем»
12. 1997 — «Не забывайте друзей»
13. 1999 — «Не ревнуй»
14. 1999 — «Дамочка бубновая» (дуэт с Львом Лещенко)
15. 2000 — «Ты разбила мне сердце»
16. 2001 — «Большая медведица»
17. 2002 — «Спроси меня» (дуэт с Еленой Смоленской)
18. 2003 — «Спасибо за то, что была»

### Фильмография
Роли в кино
- 1993 — Американский дедушка — Сэм
- 1995 — Двойник — эпизод
- 2009 — Кулагин и партнёры — камео

Композитор
- 1979 — Бабушки надвое сказали…
- 1988 — Приморский бульвар
- 1993 — Американский дедушка
- 2006—2012 — Счастливы вместе, автор заглавной музыкальной темы

## Награды и звания
- 05.08.1991 — Заслуженный деятель искусств РСФСР — за заслуги в области советского искусства[31].
- 29.01.1996 — Народный артист Российской Федерации — за большие заслуги в области искусства[32].
- 30.01.2006 — Орден «За заслуги перед Отечеством» IV степени — за большой вклад в развитие отечественного музыкального искусства и многолетнюю творческую деятельность[33].
- 03.05.2018 — Орден Дружбы — за большой вклад в развитие отечественной культуры и искусства, многолетнюю плодотворную деятельность[34].
- Лауреат премии Московского комсомола (1982 год)[источник?].
- Трёхкратный обладатель Национальной российской премии «Овация»[источник?].
- Лауреат премии имени Исаака Дунаевского[источник?].
- Лауреат премии «Золотой граммофон»[источник?].
- Лауреат 15 телевизионных фестивалей «Песня года»[источник?].

## Комментарии
1. ↑  Сергей Жариков обыгрывает в своём отзыве три фамилии: Петросян — фамилия биологического отца Вячеслава Добрынина; Антонов — фамилия матери, которую он носил с рождения; Добрынин — псевдоним, который он взял, чтобы отличаться от Юрия Антонова.